# Miracolo della Croce caduta nel canale di San Lorenzo

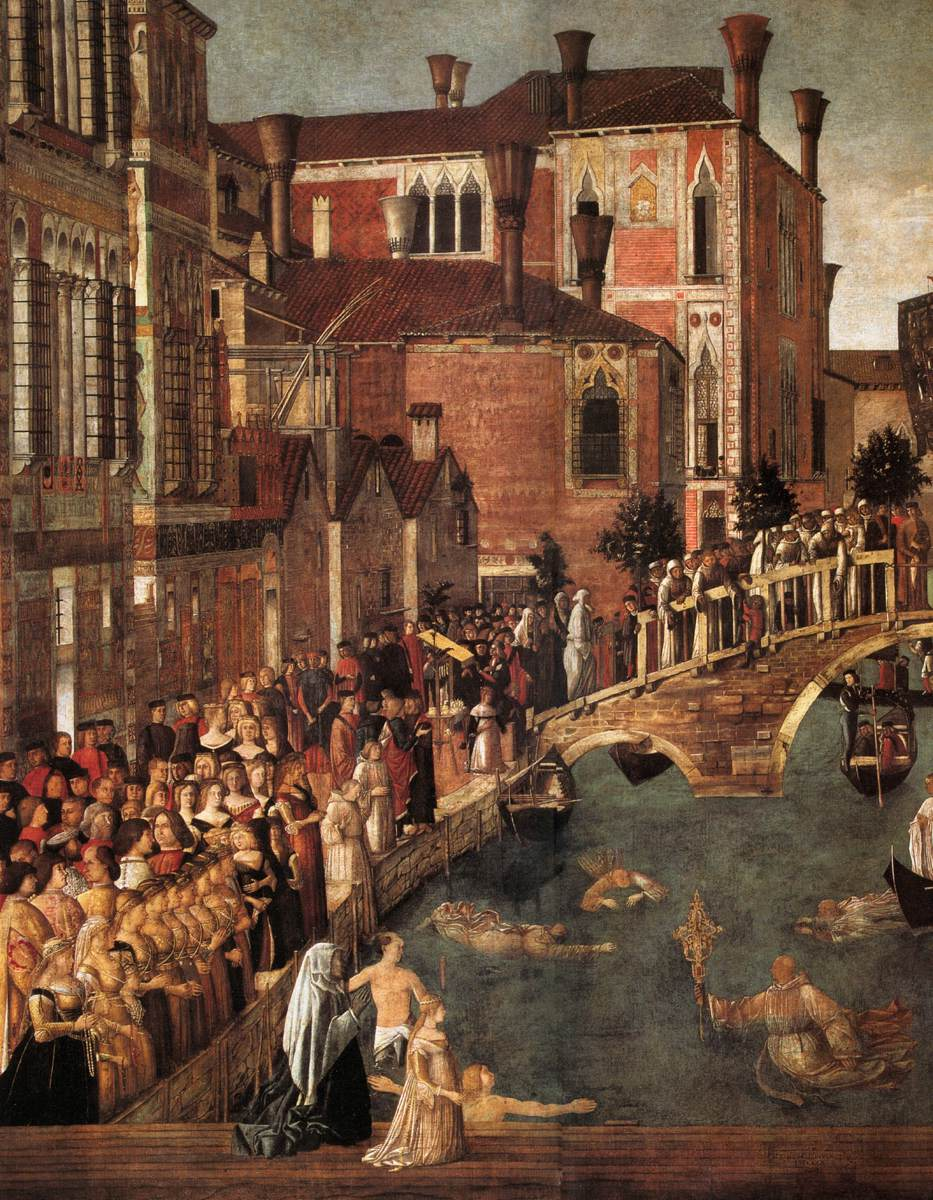
Dettaglio

Il Miracolo della Croce caduta nel canale di San Lorenzo è un dipinto tempera su tela (323x430 cm) di Gentile Bellini, databile al 1500 e conservato nelle Gallerie dell'Accademia a Venezia.

## Storia
L'opera è un telero destinato originariamente alla Scuola Grande di San Giovanni Evangelista, una delle più ricche di Venezia. Nella sala dell'antico albergo o oratorio della croce del sodalizio era stato deciso di collocare nove grandi tele alla cui realizzazione vennero chiamati alcuni dei più grandi pittori dell'epoca tra cui, oltre a Gentile Bellini, Pietro Perugino, Vittore Carpaccio, Giovanni Mansueti, Lazzaro Bastiani e Benedetto Diana. Il tema era quello dei miracoli di un frammento della Vera Croce, che era stato regalato alla confraternita nel 1369 da Philippe de Mézières, cancelliere dei regni di Cipro e di Gerusalemme, diventando subito simbolo della Scuola ed oggetto di una straordinaria venerazione.
Le tele, che furono tutte eseguite tra il 1496 e il 1501, sono tutte sopravvissute tranne quella di Perugino, e contengono la rappresentazione di vari episodi ambientati in alcuni dei più famosi luoghi di Venezia; si trovano tutte oggi alle Gallerie dell'Accademia.
Gentile dipinse tre di questi teleri: la seconda, datata 1500, fu appunto quello che mostra un miracolo della reliquia della Croce a Venezia. Durante l'annuale processione dalla Scuola alla chiesa di San Lorenzo, la reliquia cadde nelle acque del canale per l'irruenza della folla. La reliquia però galleggiò miracolosamente, eludendo i tentativi di prenderla di tutti tranne quelli di Andrea Vendramin (nonno dell'omonimo doge), il Guardian Grando della scuola.

## Descrizione e stile
La scena è considerata tra i primissimi esempi di vedutismo veneziano, con un ampio angolo visuale che permette di osservare la precisa rappresentazione del canale e delle fondamente. I personaggi della scena sono rappresentati con cura meticolosa, abbastanza grandi per contenere ritratti e per individuare con cura i vari dettagli dal loro status sociale, quali abiti e accessori. Manca la rappresentazione drammatica dell'azione, mentre tutto concorre a fornire una cronaca precisa dell'avvenimento, con i particolari architettonici e coloristici dei palazzi e delle case molto curati. Tra le figure riconoscibili ci sono Caterina Cornaro, regina di Cipro, che è la prima tra le donne inginocchiate a sinistra, mentre il gruppo di gentiluomini è forse un gruppo familiare dei Bellini, in cui Gentile incluse un suo autoritratto e un ritratto del fratello Giovanni.
Il centro della rappresentazione è il ponte di San Lorenzo, pieno di persone che guardano verso il canale dove è caduta la reliquia. Anche la fondamenta è piena di persone e stanno accorrendo sul posto alcune gondole. Alcuni uomini si sono tuffati e una donna, sulla destra, sta spedendo il proprio schiavo nero a fare altrettanto, ma il Guardian Grando ha già afferrato la reliquia e "veleggia" senza sforzo apparente verso la riva.
Lo sfondo è composto dagli edifici dell'epoca, vivacemente policromati e con i tipici camini a tronco di cono rovesciato. La spazialità degli edifici non è organica, ma costruita a blocchi separati, senza un punto di fuga unico. Mancando un centro della rappresentazione, l'occhio dello spettatore è incitato a vagare da un gruppo all'altro, da un dettaglio all'altro.
Lo stile della pittura è quello tipico di Gentile: una linea asciutta demarca i soggetti, entro la quale il colore è steso in maniera neutra, che ha come effetto la cristallizzazione del dato reale.